# Dough and Dynamite
Dough and Dynamite és una pel·lícula muda de la Keystone dirigida per Charles Chaplin i protagonitzada per ell mateix i Chester Conklin. Escrita a dues mans per Chaplin i Conklin, la inspiració per a la trama vingué quan tots dos, trobant-se davant d’una pastisseria, veieren un cartell en que es buscava personal. La pel·lícula, de dues bobines, es va estrenar el 26 d’octubre de 1914. Rodada en nou dies, va aconseguir uns beneficis de 130.000 dòlars durant el primer any cosa que el converteix en el curtmetratge més exitós de la productora. A la vegada, es considera una de les millors pel·lícules de Chaplin de la seva època a la Keystone.

## Argument
Pierre i Jacques treballen de cambrers en un restaurant. Pierre és especialment inepte cosa que fa enfadar els clients. Els treballadors de la fleca del restaurant fan vaga per obtenir una pujada de sou però acaben sent acomiadats pel propietari. A Pierre el posen a treballar a la fleca però seva malaptesa provoca diferents conflictes amb Jacques. Mentrestant, els vaguistes es volen venjar i introdueixen d’amagat a la fleca una barra de pa que amaga un cartuxt de dinamita. La dinamita acaba explotant i Pierre surt atordit d'una pila de massa enganxifosa.

## Repartiment
- Charles Chaplin (Pierre)
- Chester Conklin (Jacques)
- Fritz Schade (Monsieur La Vie, propietari)
- Norma Nichols (Mme. La Vie)
- Glen Cavender (cap dels flequers)
- Cecile Arnold (cambrera)
- Vivian Edwards (clienta)
- Phyllis Allen (clienta)
- John Francis Dillon (client)
- Edgar Kennedy (flequer)
- Slim Summerville (flequer)
- Charley Chase (client)
- Wallace MacDonald (client)
- Jess Dandy (cuinera)
- Ted Edwards (flequer)